# ダニー・ケア
ダニー・ケア（Danny Care、1987年1月2日 - ）は、イングランド代表101キャップを持つラグビーユニオン選手。主にスクラムハーフで活躍した。

## プロフィール
- ラグビーワールドカップ2015・ラグビーワールドカップ2023のイングランド代表に選ばれた[1][2]。
- 7人制イングランド代表にも選ばれた[3]。

## 略歴
ウェスト・ヨークシャー州リーズ生まれ。6歳の時、地元クラブ、ウェスト・パーク・ブラムホープRUFC（現ウェスト・パーク・リーズRUFC）でプレーを始める。
2004年12月、リーズ・ライノズとプロ契約を結ぶ。2005年9月のサラセンズとのアウェー戦で控えから出場し、プレミアシップのデビューを果たした。
2005-06シーズンの初めに、7人制ラグビー男子イングランド代表のコアメンバーに選出され、2006年2月にIRBセブンズシリーズのニュージーランド戦でデビューを果たした。
2006年夏、ハーレクインズに移籍。2007年1月に行われたバース戦で、プレミアシップで初めて先発出場を果たした。
2008年、15人制イングランド代表候補に選ばれる。同年5月にイングランドXVとしてバーバリアンズ戦に出場。その1週間後のニュージーランド代表戦でイングランド代表デビューを果たした。
2024年3月9日、シックス・ネイションズのアイルランド代表戦で、テストマッチ100キャップを達成。イングランド選手では6人目（Jason Leonard、ベン・ヤングス、オーウェン・ファレル、ダン・コール、コートニー・ローズに続く）。
2024年3月16日、シックス・ネイションズ終了後、代表選手からの引退を発表。代表101キャップでの引退となった。
2025年5月13日、2024-25シーズンを最後に現役引退することを発表した。